# John Ray
John Ray (Black Notley, 29 novembre 1627 – Black Notley, 17 gennaio 1705) è stato un naturalista britannico.

## Biografia

### Primi anni di Vita
John Ray nacque nel villaggio di Black Notley dell'Essex. Si dice che sia nato nella fucina [lat. officīna: v. officina], poiché suo padre fu un fabbro del villaggio. Dopo aver studiato alla scuola di Braintree, fu mandato all'età di sedici anni all'Università di Cambridge: studiando al Trinity College (Cambridge).
Inizialmente a Catharine Hall, il suo tutore era Daniel Duckfield, e in seguito si trasferì a Trinity dove il suo tutore era James Duport, e il suo intimo amico e compagno di studi il celebre Isaac Barrow. Ray fu scelto come minorenne della Trinità nel 1649, e successivamente maggiore borsista. Ha ricoperto molti incarichi universitari, diventando successivamente docente di greco (1651), matematica (1653) e umanità (1655), pretelettore (1657), Frias (1657) e College Steward (1659 e 1660); e secondo l'abitudine del tempo, era abituato a predicare nella cappella del suo collegio e anche a Great St Mary's, molto prima di prendere gli ordini sacri il 23 dicembre 1660. Tra questi sermoni c'erano i suoi discorsi sulla saggezza di Dio manifestati nelle opere della creazione, e diluvio e dissoluzione del mondo. Ray era anche molto apprezzato come tutor e ha comunicato la sua passione per la storia naturale a diversi alunni. Lo studente di Ray, Isaac Barrow, ha aiutato Francis Willughby a imparare la matematica e Ray ha collaborato con Willughby in seguito. Fu nella Trinity che cadde sotto l'influenza di John Wilkins, quando quest'ultimo fu nominato maestro del collegio nel 1659.

### Viaggio in Italia
Come molti altri suoi connazionali del XVII secolo, John Ray viaggiò in Italia in quanto ciò faceva parte dell'educazione dei giovani inglesi dell'epoca. Nonostante la crisi del pellegrinaggio dovuta alla Riforma protestante, infatti, in Inghilterra i viaggi formativi continuarono  per tutto il Settecento. Francesco Bacone «incoraggiava i giovani  a viaggiare nel continente e consigliava loro di tenere diari». John Ray venne in Italia con i suoi allievi per catalogare erbe e piante della penisola e studiare botanica. 

## Opere

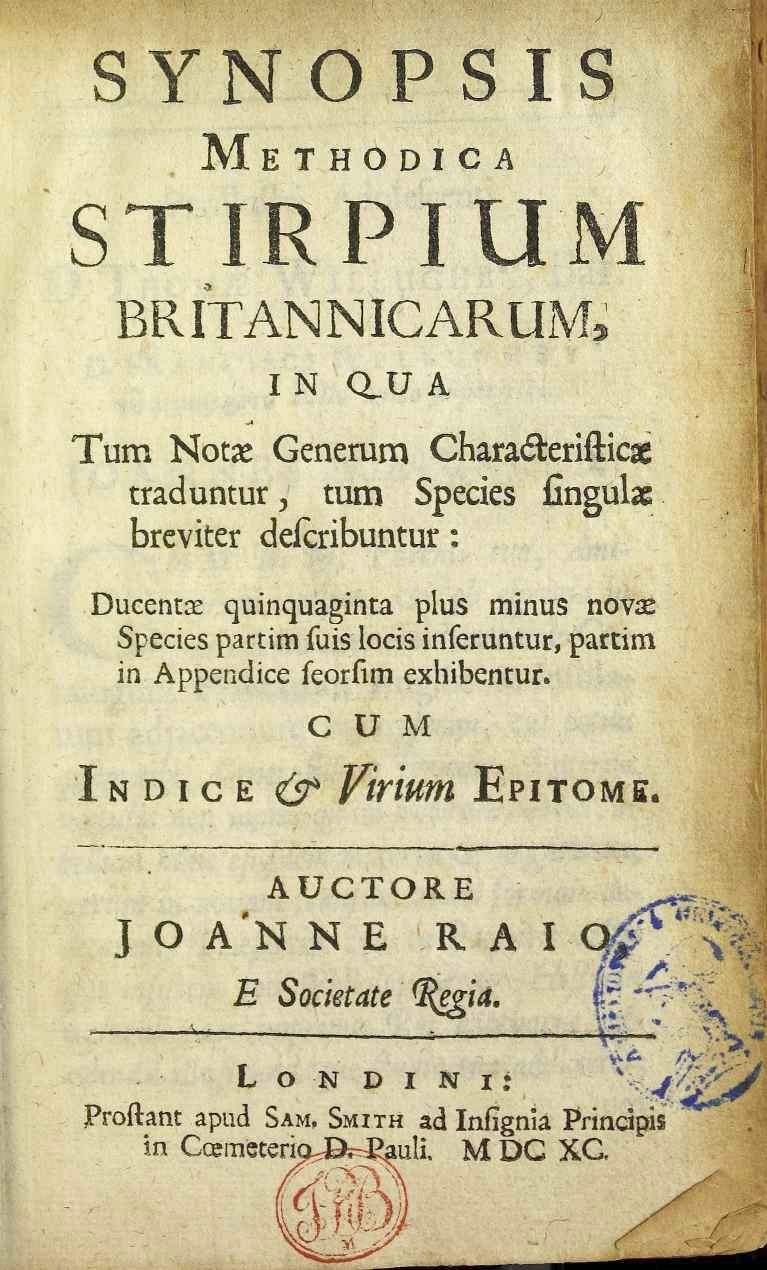
Synopsis methodica stirpium britannicarum, 1690

- (LA) Synopsis methodica animalium quadrupedum et serpentini generis, London, Samuel Smith & Benjamin Walford, 1693.
- (LA) Synopsis methodica avium, London, William Innys, 1713.
- (LA) Synopsis methodica stirpium britannicarum, London, Samuel Smith, 1690.
- (LA) Synopsis methodica stirpium britannicarum, London, Samuel Smith & Benjamin Walford, 1696.
- (LA) Methodus plantarum, London, Christianus Andreas Myntsing, 1733.

## Citazioni
La frase "La Sofferenza ama la Compagnia" dall'inglese, madre lingua del naturalista "Misery Loves Company" viene spesso attribuita a John Ray. Tuttavia, il proverbio compare nell'opera teatrale Doctor Faustus di Christoper Marlowe: "Solamen miseris socios habuisse doloris".